# Marcel Ichac
Marcel Ichac (Rueil-Malmaison, 22 ottobre 1906 – Ézanville, 9 aprile 1994) è stato un alpinista, giornalista e regista francese, specialista del film d'esplorazione e di montagna.

## Biografia
Secondo Georges Sadoul, Marcel Ichac è stato uno dei più grandi cineasti di montagna della sua generazione. Ha avuto come collaboratori uomini come Jean-Jacques Languepin e Jacques Ertaud.

## Filmografia
- Karakoram (1936): prima spedizione francese sull´Himalaya.
- A l'assaut des aiguilles du Diable (1942), uno dei primi racconti di una scalata in alta montagna integralmente autentici.
- Tempête sur les Alpes (1944-1945).
- Carnets de plongée (1948), con Jacques-Yves Cousteau.
- Groenland, 20.000 lieues sur les glaces (1952), spedizioni polari con Paul-Émile Victor in Groenlandia.
- Victoire sur l'Annapurna (1953) nel solco più classico del film di spedizione, con Maurice Herzog all'Annapurna I.
- Les Etoiles de midi (1958), il suo celebre lungometraggio.
- La Rivière du Hibou (1960), Academy Award di Hollywood.
- Le Conquérant de l'inutile (1967): la vita di Lionel Terray.
- La Légende du lac Titicaca con Jacques-Yves Cousteau.
- i primi documentari di speleologia.

## Maratona
All'età di 80 anni, nel 1986 partecipò alla maratona di New York con un tempo finale di 6h 20' 20".